# Tramwaje w Paita
Tramwaje w Paita − zlikwidowany system komunikacji tramwajowej w peruwiańskim mieście Paita, działający w latach 1891−1920.
Linię tramwaju konnego otwarto 30 sierpnia 1891. Tramwaje zlikwidowano w 1920. Tramwaje kursowały po torach wąskotorowych.